# Der Corregidor
Der Corregidor là vở opera của nhà soạn nhạc người Áo Hugo Wolf. Người viết lời cho tác phẩm là Rosa Mayreder. Mayreder đã viết lời dựa theo cuốn tiểu thuyết El sombrero de tres picos của nhà văn Pedro Antonio de Alarcón. Đây cũng là vở opera duy nhất được Hugo Wolf hoàn thành (ông chỉ viết có hai vở opera trong sự nghiệp của mình). Vở opera được Wolf sáng tác vào năm 1895 và sửa lại vào năm 1897. Tác phẩm được xuất bản bởi Nhà xuất bản Peters
. Tác phẩm được công diễn lần đầu tiên tại Nationaltheater Mannheim vào ngày 7 tháng 6 năm 1896 dưới sự chỉ huy của Hugo Röhr.